# Hotter than July
Albums de Stevie Wonder
Journey Through the Secret Life of Plants
(1979) The Woman In Red
(1984)
Hotter than July est le dix-neuvième album studio de Stevie Wonder, sorti sur le label Tamla de Motown le 29 septembre 1980. C'est son premier album à être disque de platine puisque les ventes de la Motown n'étaient pas comptabilisées par la Recording Industry Association of America avant 1977.
La chanson en hommage à Bob Marley Master Blaster (Jammin’) ainsi que les titres I Ain't Gonna Stand for It, Lately et Happy Birthday ont constitué les hits de l'album. Stevie Wonder a écrit la chanson Happy Birthday pour rendre hommage à Martin Luther King et a fait une campagne pour instaurer le 15 janvier, date de sa naissance, comme jour férié aux États-Unis. Sa détermination porte ses fruits en 1986 lorsque Ronald Reagan introduit dans la législation américaine le 3e lundi de janvier comme jour férié à la mémoire de Martin Luther King. La pochette de l'album contient des images de Martin Luther King et des extraits de ses discours les plus célèbres.

## Titres
Toutes les chansons ont été composées arrangées et produites par Stevie Wonder, sauf mention contraire.
| 1.    | Did I Hear You Say You Love Me |                                                              | 4:07 |
| 2.    | All I Do                       | Musique: Wonder Texte : Wonder/Clarence Paul/Morris Broadnax | 5:06 |
| 3.    | Rocket Love                    |                                                              | 4:39 |
| 4.    | I Ain't Gonna Stand for It     |                                                              | 4:39 |
| 5.    | As If You Read My Mind         |                                                              | 3:47 |
| 6.    | Master Blaster (Jammin’)       |                                                              | 5:07 |
| 7.    | Do Like You                    |                                                              | 4:25 |
| 8.    | Cash in Your Face              |                                                              | 3:59 |
| 9.    | Lately                         |                                                              | 4:05 |
| 10.   | Happy Birthday                 |                                                              | 5:57 |
| 45:52 |                                |                                                              |      |

## Musiciens
- Stevie Wonder - Chant, Chœurs, Claviers, Piano, Piano Fender Rhodes, Clavinet, Célesta, Synthétiseur ARP, Vocoder, Batterie & Percussions, Cabasa, Cloches, Flûtes, Basse, Harmonica
- Isaiah Sanders - Piano Fender Rhodes, orgue Hammond Claviers, Chœurs
- Benjamin Bridges - Guitare, Chœurs
- Rick Zunigar - Guitare
- Hank Devito - Guitare Pedal Steel
- Nathan Watts - Basse, Chœurs
- Dennis Davis - Batterie sur Did I Hear You Say You Love Me ?, As If You Read My Mind et Master Blaster (Jammin')
- Earl DeRouen - Percussions, Chœurs
- Hank Redd - Saxophone, claquements de mains
- Robert Malach - Saxophone
- Larry Gittens - Trompette
- Nolan A. Smith Jr. - Trompette
- Paul Riser - Arrangement des cordes
- Chœurs - Angela Winbush, Mary Lee Whitney Evans, Susaye Greene Brown, Alexandra Brown Evans, Shirley Brewer, Ed Brown, Charlie Collins, Eddie Levert, Walter Williams, Michael Jackson, Jamil Raheem, Betty Wright, Ronnie J. Wilson, Charles K. Wilson, Syreeta Wright, Marva Holcolm, Melody McCulley, Delores Barnes
- Claquements de main - Stephanie Andrews, Bill Wolfer, Trevor Lawrence, Dennis Morrison, Kimberly Jackson

## Singles
- 1980 : Master Blaster (Jammin') (5e au US Pop single charts et 1er au US Black single charts)
- 1981 : I Ain't Gonna Stand for It (11e au US Pop single charts et 4e au US Black single charts)
- 1981 : Did I Hear You Say You Love Me (74e au US Black single charts)
- 1981 : Lately (64e au US Pop single charts et 29e au US Black single charts)